# Спекулоскопија
Спекулоскопија је гинеколошка ендоскопска метода којом се врши визуелни преглед грлића материце на канцерогене или предканцерозне лезије, на увећању уз употребу специјализована плаво-беле хемилуминисценције и сирћетне киселине.  
Спекулоскопија је развијена 1988. године. ФДА је одобрила као додатак преглед уз Папаниколау теста 1995. године. У овом тренутку не постоји ЦПТ/ХЦПЦС код за спекулоскопију па већина компанија за здравствено осигурање не покрива трошкове ове процедуре.  

## Поступак
Након што се сирћетна киселина нанесе на грлић материце, она се оставља да одстоји 60 секунди. Затим се грлић материце прегледа  на увећању од 4-6 пута  уз употребу специјализована плаво-беле хемилуминисценције,  светлосних штапића, који је лепљивом траком причвршћен за унутрашњу страну горње ивице вагиналног спекулума.
Метода се заснива на хемолуминисценција, као врсти луминисценције која настаје као резултат хемијских променама у неким хемијским супстанцам (у овој методи сирћетне киселине). При хемијској луминисценцији се емитује енергија ослобођена  егзотермним хемијским реакцијама попут оксидације, па се тако хемијска луминесценција догађа на исти начин као и луминесценција анорганског хемијског елемента фосфора када се посматра на влажном ваздуху. 

## Намена
Спецулоскопија се користи као додатак програму скрининга рака грлића материце, укључујући иницијалне или поновљене Папаникулау тестове или ДНК тестирање на ХПВ. Негативна спекулоскопија, заједно са негативним Папамиколау брисом даје већу сигурност одсуства болести.